# 嶋木明子
嶋木明子（19xx年1月16日—），千葉縣出身的日本漫畫家。代表作為源氏今生月下情。

## 經歷
出道作品獲1999年第43回小學館新人漫畫大賞少女・女性部門佳作。同年於《Cheese!》（小学館）4月號刊載。目前活躍於《Cheese！》。
2012年以《歌舞伎華之戀》獲得第57屆小學館漫畫賞的少女向部門賞。

## 作品列表
作品皆在日本於小學館、台灣於長鴻出版社出版。
- 壞心眼王子（日语：恋に落ちた王子様）（2000年、全1卷）
- 東京愛情物語（日语：むちゃくちゃ大好き。）（2001年－2002年、全4卷）
- 源氏今生月下情（日语：月下の君）（《Cheese!》2002年5月号－2004年8月号、全7卷）
- 許婚旅館（2005年、全1卷）
  - 許嫁旅館 / 秘密同居人 / 親愛的披風俠
- 偽裝男孩的我（日语：僕になった私）（《Cheese!》2005年1月号－2006年4月号、全5卷）
  - 偽裝男孩的我 / 沒穿內褲的女孩 / 偽裝男孩的我 / 啊啊! 伊集院小姐 / 偽裝男孩的我〜特別編〜 / 心情變更線 /偽裝我的男孩 / 男孩危機 / 正直的她
- 我的守護騎士（日语：となりの守護神）（《Cheese!》2006年10月号－2007年、全2卷）
  - 我的守護騎士 / 我的守護騎士 番外編/ ロマンチスト リアルメイド
- 等到妳喜歡我（日语：好きになるまで待って）（2007年、全1卷）
  - 等到妳喜歡我 / 謊言是戀情的開始 / 1/3的男友 / 相遇時我已經不在
- 三角愛不愛（日语：トリプルKISS）（《Cheese!》2007年11月号－2008年6月号、全2卷）
- 最佳女配角之戀（日语：ひきたて役の恋）（2008年、全1卷）
  - 最佳女配角之戀 / 瞬間之月 /　戀人界線 / 永遠在一起
- 妳是「喜歡」的代名詞（日语：君は「好き」の代名詞）（2009年、全1卷）
  - 妳是「喜歡」的代名詞 / 遜掉的單戀 / 永遠的沉睡
- 歌舞伎華之戀（《Cheese!》2009年11月号－2015年11月号、全16卷）
- 我的輪迴（日语：ぼくの輪廻）（《Cheese!》2016年4月号－2020年12月号、全11卷）

與其他作家合作的作品
合集作品在台灣多於東立出版社出版。
- 有點H的物語（日语：ちょこっとHな恋物語）（2000年、全1卷）
- 醋勁大發的物語（日语：やきもちやきな恋物語）（2001年、全1卷）
- 壞孩子的物語（日语：悪いコたちの恋物語）（2002年、全1卷）
- （暫譯：過多心動的戀物語）（2003年、全1巻）
  - 收錄「啊啊! 伊集院小姐」（日语：あぁ! 伊集院さま）